# Teddy Bear (piosenka)
(Let Me Be Your) Teddy Bear – piosenka spopularyzowana przez Elvisa Presleya. Przebój w 1957 roku.